# European Computer Trade Show
European Computer Trade Show, w skrócie ECTS – coroczna wystawa europejskiego przemysłu gier komputerowych organizowana w latach 1988–2004. Ekspozycja dostępna była wyłącznie dla dziennikarzy oraz ekspertów branżowych, nie mogli w niej natomiast uczestniczyć gracze.
ECTS zwykle organizowane było pod koniec sierpnia lub na początku września. Od 2002 roku ECTS organizowane było w Earls Court Exhibition Centre w Londynie. Poprzednio odbywało się w ExCeL Exhibition Centre oraz Grand Hall w Olympii – również w Londynie.